# Triturus
Triturus ist eine Gattung der Schwanzlurche aus der Familie der Echten Salamander und Molche (Salamandridae). Traditionell enthält sie ca. 15 Arten, darunter auch alle in Mitteleuropa heimischen Wassermolche. Infolge molekulargenetischer und morphologischer Verwandtschaftsanalysen werden nunmehr nur noch die Kammmolche und die beiden Arten der Marmormolche in die Gattung Triturus gestellt und die übrigen Arten werden drei separaten Gattungen zugewiesen.

## Etymologie
Das Wort „Triturus“ ist zusammengesetzt aus zwei altgriechischen Wörtern:
- aus Triton, dem Namen eines der Söhne des Meeresgottes Poseidon, dessen Oberkörper Menschen- und dessen Unterleib Fischgestalt hat,
- und ura, der Vokabel für ‚Schwanz‘ oder ‚Schweif‘.

„Triturus“ bedeutet demnach so viel wie geschwänzter Wassergott. Der Name wurde 1815 vom US-amerikanischen Biologen Constantine Samuel Rafinesque-Schmaltz eingeführt als Ersatz für den bis dahin gebräuchlichen, vom österreichischen Naturforscher Josephus Nicolaus Laurenti im Jahre 1768 geprägten Gattungsnamen Triton. Dieser wurde bereits 10 Jahre zuvor vom berühmten Carl von Linné an eine vermeintliche Weichtiergattung vergeben * und war deshalb für die Lurche nicht mehr frei.

## Merkmale, Paarungsverhalten
Die Vertreter der Gattung Triturus verbringen einen Teil des Jahres an Land, suchen jedoch zumindest zur Fortpflanzung Gewässer auf. Dabei entwickeln die Männchen eine arttypische Wassertracht, die meist durch leuchtende Körperfarben und/oder einen flexiblen Hautkamm auf Rücken und Schwanz geprägt ist. Wassermolche zeigen ein charakteristisches Balzverhalten, bei dem das Männchen das weitgehend passive Weibchen umwirbt. Gewöhnlich befächelt dabei das Männchen mit seiner eingeschlagenen Schwanzspitze das Weibchen und versetzt ihm zwischendurch einen peitschenartigen Schlag. Schließlich setzt es ein Samenpaket, eine sogenannte Spermatophore, auf dem Grund ab, über die sich das Weibchen bewegt, um sie mit der Kloake aufzunehmen (indirekte innere Befruchtung). Es legt später die Eier in der Regel einzeln ab, wobei diese an Wasserpflanzen oder an am Gewässerboden liegende Blätter geheftet und dabei „eingewickelt“ werden.

## Systematik

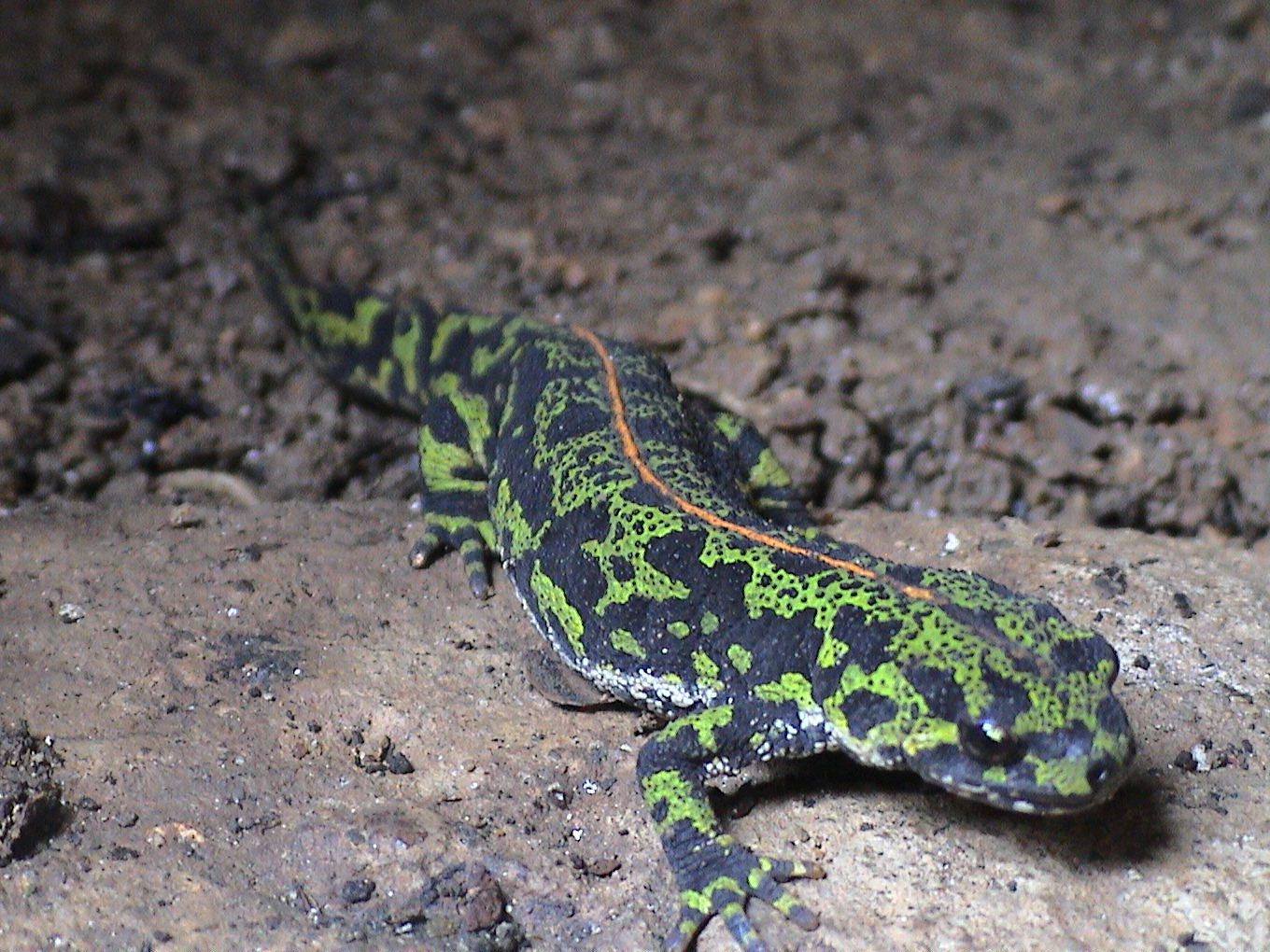
Neben den derzeit sieben Kammmolcharten werden nach ihrer Revision nur noch die beiden Marmormolche (hier: Triturus marmoratus) zur Gattung Triturus gezählt

Traditionell werden folgende Arten und Unterarten der Gattung Triturus zugerechnet (diese wissenschaftlichen Namen werden aber auch heute noch oft von taxonomisch eher konservativen Herpetologen verwendet; zzgl. neu abgegrenzter Taxa):
- Triturus alpestris (Laurenti, 1768) – Bergmolch
- Triturus boscai (Lataste in Tourneville, 1879) – Spanischer Wassermolch
- Triturus carnifex (Laurenti, 1768) – Alpen-Kammmolch
- Triturus cristatus (Laurenti, 1768) – Nördlicher Kammmolch
- Triturus dobrogicus (Kiritzescu, 1903) – Donau-Kammmolch
- Triturus helveticus (Razoumovsky, 1789) – Fadenmolch
- Triturus italicus (Peracca, 1898) – Italienischer Wassermolch
- Triturus karelinii (Strauch, 1870) – Asiatischer Kammmolch
- Triturus macedonicus (Karaman, 1922) – Makedonischer Kammmolch
- Triturus marmoratus (Latreille, 1800) – Marmormolch
- Triturus montandoni (Boulenger, 1880) – Karpatenmolch
- Triturus pygmaeus (Wolterstorff, 1905) – Zwerg-Marmormolch
- Triturus rudolfi Arntzen 2024[2]
- Triturus vittatus ophryticus (Berthold, 1846) – Nördlicher Bandmolch
- Triturus vittatus vittatus (Gray in Jenyns, 1835) – Südlicher Bandmolch
- Triturus vulgaris (Linnaeus, 1758) – Teichmolch

Schon mehrfach in der herpetologischen Geschichte hatte es Versuche gegeben, die Gattung Triturus taxonomisch weiter zu differenzieren. Naheliegend erscheint eine engere Verwandtschaft einerseits der kleinwüchsigen Arten wie Teichmolch, Fadenmolch oder Italienischer Wassermolch, andererseits der großen Kammmolche und Marmormolche. So schlug István József Bolkay 1928 vor die Gattung Triturus in drei Untergattungen namens Paleotriton, Mesotriton und Neotriton zu gliedern.
Im Jahr 2004 empfahl ein spanisches Autorenkollektiv aufgrund der Ergebnisse molekulargenetischer Verwandtschaftsanalysen die Klassifizierung der kleinwüchsigen Molche und des Bergmolches als jeweils eigenständige Gattungen, einhergehend mit einer Wiederbelebung der bereits im 19. und frühen 20. Jahrhundert geprägten Namen Lissotriton bzw. Mesotriton.
Ein anderer Vorschlag erfolgte im Jahr 2005. Auch dieser sieht die Stellung des Bergmolches in eine eigene Gattung Mesotriton vor und will die Kammmolch- und Marmormolch-Arten weiterhin in der Gattung Triturus belassen. Allerdings sollen die kleinen Molche nicht Lissotriton, sondern Lophinus heißen und zudem soll der Bandmolch als Ommatotriton in den Gattungsrang erhoben werden und seine beiden bisherigen Unterarten Artstatus erhalten – mit Ommatotriton vittatus als Name für die südliche und Ommatotriton ophryticus als Name für die nördliche Population. Schließlich wurde auch eine westliche Unterart von Ommatotriton als Ommatotriton nesterovoi in den Artrang erhoben.
Inzwischen (2009/2010) scheint sich bis auf weiteres eine Mischung aus diesen Vorschlägen durchgesetzt zu haben, wobei beim Bergmolch nach der Auswertung historischer Literatur nochmal eine Korrektur seines Gattungsnamens von Mesotriton auf das ältere und damit prioritäre Ichthyosaura gefordert wurde.
Demnach verteilen sich die traditionellen Triturus-Arten nebst inzwischen neu beschriebener Taxa auf folgende Gattungen:
| Lissotriton                                      | Ichthyosaura                       | Triturus                                       | Ommatotriton                                                                             |
| ------------------------------------------------ | ---------------------------------- | ---------------------------------------------- | ---------------------------------------------------------------------------------------- |
| Spanischer Wassermolch (Lissotriton boscai)      | Bergmolch (Ichthyosaura alpestris) | „Anatolischer Kammmolch“ (Triturus anatolicus) | Nördlicher Bandmolch (Ommatotriton ophryticus)                                           |
| Fadenmolch (Lissotriton helveticus)              |                                    | Alpen-Kammmolch (Triturus carnifex)            | Südlicher Bandmolch (Ommatotriton vittatus)                                              |
| Italienischer Wassermolch (Lissotriton italicus) |                                    | Nördlicher Kammmolch (Triturus cristatus)      | Westlicher Bandmolch (Triturus nesterovi) 2013 in den Rang einer eigenen Spezies erhoben |
| Karpatenmolch (Lissotriton montandoni)           |                                    | Donau-Kammmolch (Triturus dobrogicus)          |                                                                                          |
| Teichmolch (Lissotriton vulgaris)                |                                    | Bureschs Kammmolch (Triturus ivanbureschi)     |                                                                                          |
|                                                  |                                    | Asiatischer Kammmolch (Triturus karelinii)     |                                                                                          |
|                                                  |                                    | Makedonischer Kammmolch (Triturus macedonicus) |                                                                                          |
|                                                  |                                    | Marmormolch (Triturus marmoratus)              |                                                                                          |
|                                                  |                                    | Zwerg-Marmormolch (Triturus pygmaeus)          |                                                                                          |
|                                                  |                                    | Triturus rudolfi Arntzen 2024                  |                                                                                          |